# 豐田神社

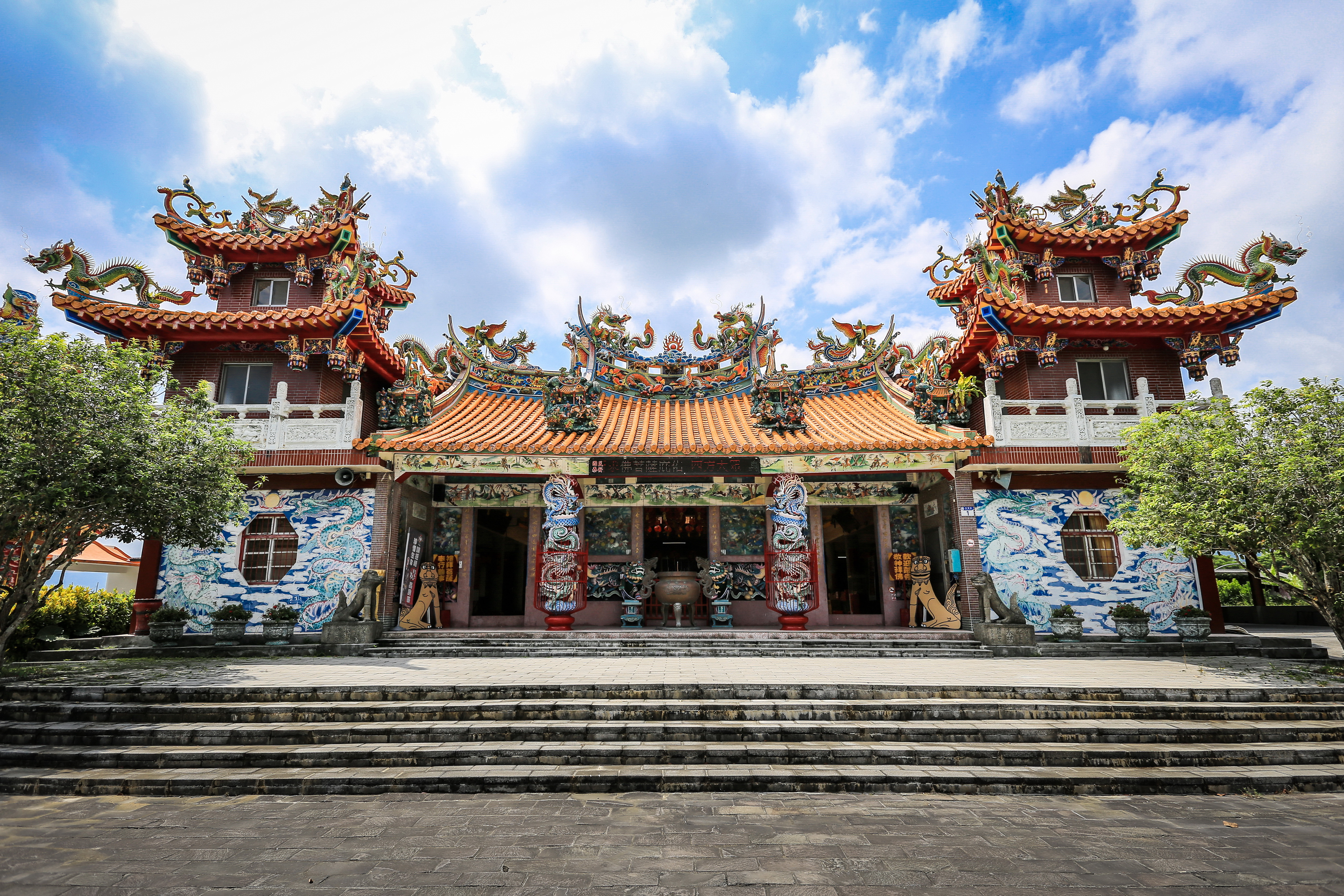
碧蓮寺

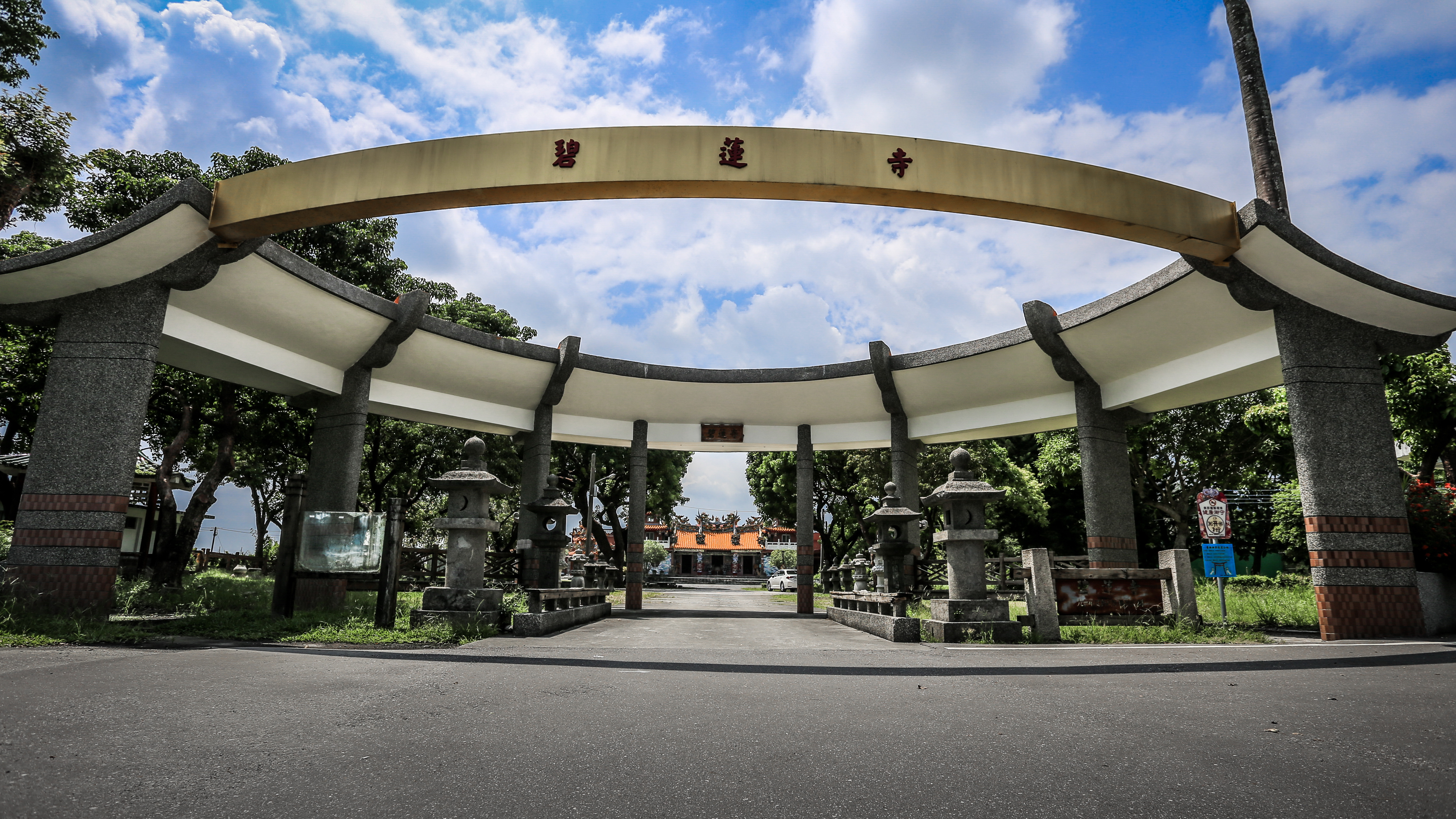
豐田神社參道與遺構

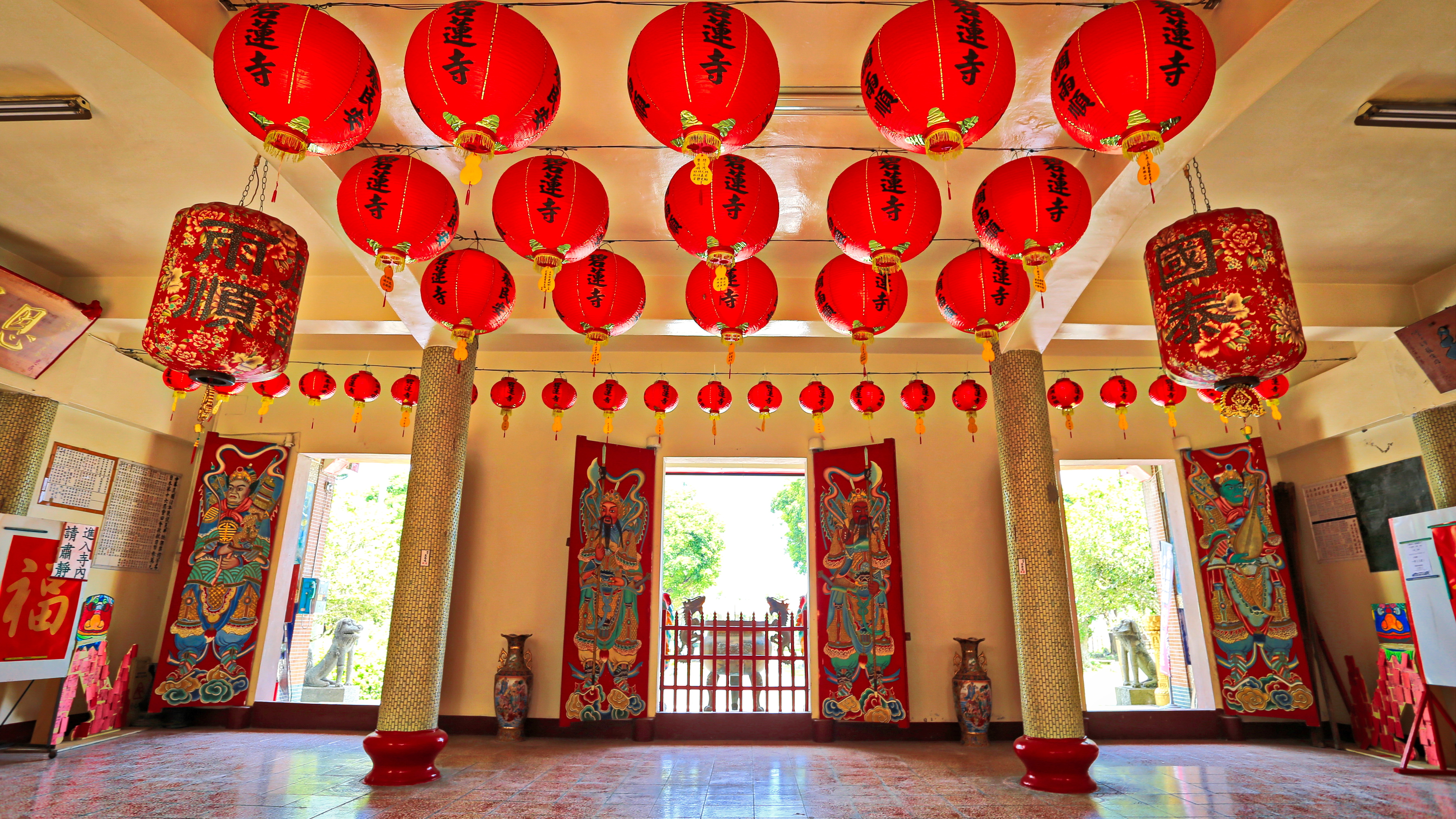
碧蓮寺

豐田神社是臺灣日治時期官營移民村—豐田村（今臺灣花蓮縣壽豐鄉豐裡、豐山、豐坪等三個村）的神社，落成於1915年，二次大戰後被改為碧蓮寺。神社遺跡包括鳥居、石燈籠與狛犬等物，於2009年8月13日以「豐田神社參道與遺構（碧蓮寺之週邊設施）」的名義公告為花蓮縣歷史建築。

## 沿革

### 日治時期
豐田村為臺灣日治時期的日人移民村之一，豐田村在1913年開村後隔年，即由村內的代表上野二三、金子義敦、石內傳三郎和小松兼太郎等人於1914年10月底向臺灣總督府申請設立豐田神社，作為豐田村大平、中里、森本、山下聚落的民眾所祭祀的神社。豐田神社於大正三年（1914年）12月獲准興建，於隔年1月完成本殿、拜殿與鳥居，6月5日舉行鎮座式，例祭日亦定於這一天，但因此時為農忙期且天氣炎熱，於大正十一年（1922年）將例祭日改為10月25日。豐田神社後於1937年6月5日舉行改建完工後的遷座式。

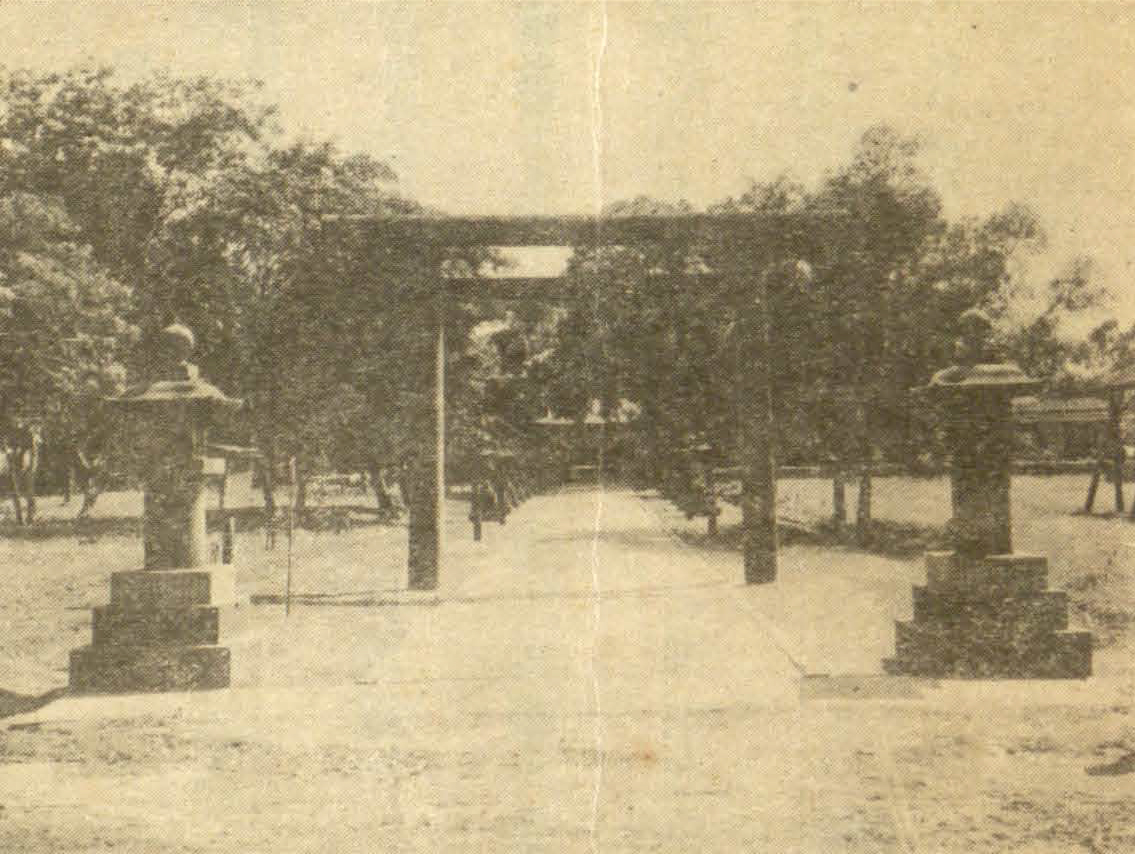
豐田神社鳥居及參道
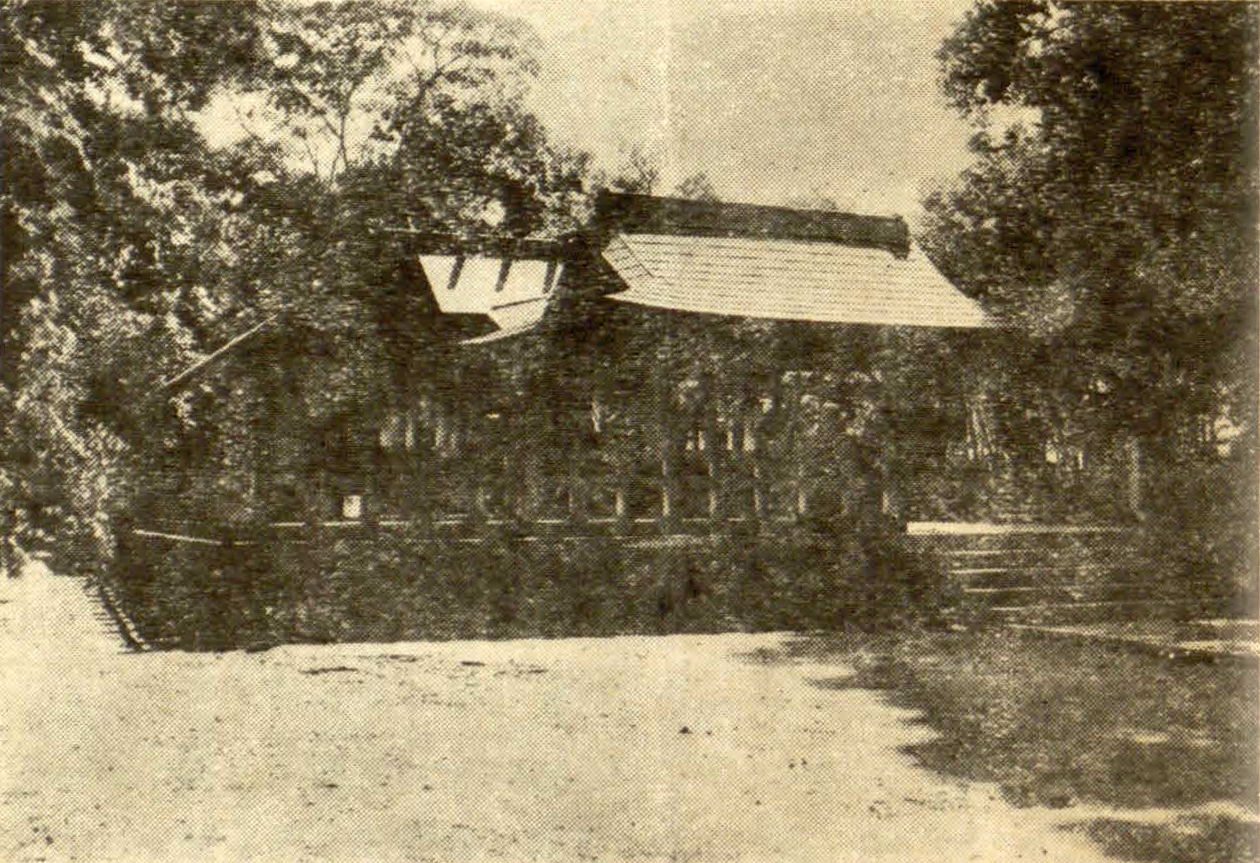
豐田神社拜殿及本殿

### 戰後
二次大戰後，豐田神社建築在民國三十五年（1946年）年底改供奉釋迦牟尼佛及不動明王，隔年暫定改稱「豐田碧蓮寺」，於佛誕節、中元節、下元節舉行祭祀活動。後來原神社建築於民國四十七年（1958年）7月毀於溫妮颱風，之後當地居民就地取材蓋小屋繼續供奉釋迦牟尼佛及不動明王，民國五十年（1961年）參考宜蘭縣羅東鎮東山寺新建大殿，次年3月落成並增祀五穀爺，正式定名為「豐田碧蓮寺」，不久又擴建地母娘宮、媽祖娘宮。

## 神社社掌
| 姓名       | 任期           | 備註                                   |
| ---------- | -------------- | -------------------------------------- |
| 小松兼太郎 | 1930年至1937年 | 於1930年兼任林田神社社掌，後於任內去世 |
| 立川虎之助 | 1938年至1942年 | 由林田神社社掌兼任，後依願辭官         |
| 小松石夫   | 1942年至1945年 | 小松兼太郎之子                         |

## 建築

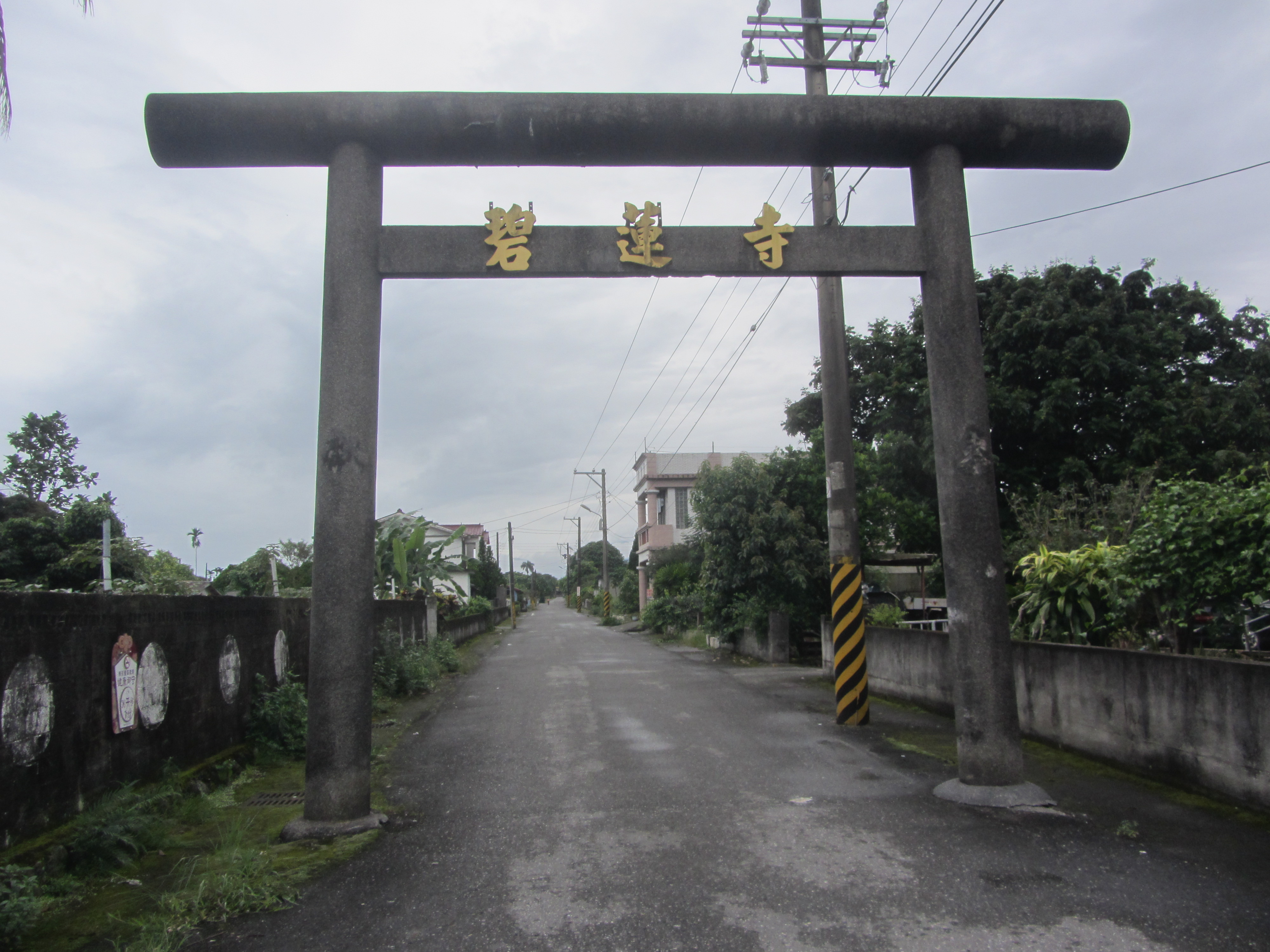
豐田神社鳥居

豐田神社坐南朝北，與其他臺灣的神社坐北朝南的方位不同。目前神社拜殿已改建成碧蓮寺，於豐裡村中山路與民權街交叉口留有一座改為該寺山門的鳥居，自鳥居往南為昔日參道，而在碧蓮寺還保有狛犬與石燈籠，此外還有臺灣總督長谷川清署名的「開村三十週年紀念碑」。

## 祀神
豐田神社時期供奉大國魂命、大己貴命、少彥名命、能久親王，改為碧蓮寺後主祀釋迦牟尼佛、不動明王、五穀爺、地母娘娘、天上聖母、關聖帝君。